# Abadia de Saint-Remi
L'Abadia de Saint-Remi és una abadia de Reims, França, fundada al segle vi. Des del 1099 les relíquies de Sant Remí es conserven a la basílica. Sant Remí era el bisbe de Reims que convertí al cristianisme Clodoveu I, rei dels francs l'any 496 després de derrotar els alamans en la batalla de Tolbiac.
La present basílica era l'església de l'abadia i fou consagrada pel Papa Lleó IX el 1049. La nau i el transsepte daten del segle xi i són d'estil romànic i són la part més antiga. La façana del sud del transsepte és la més recent.

## Galeria

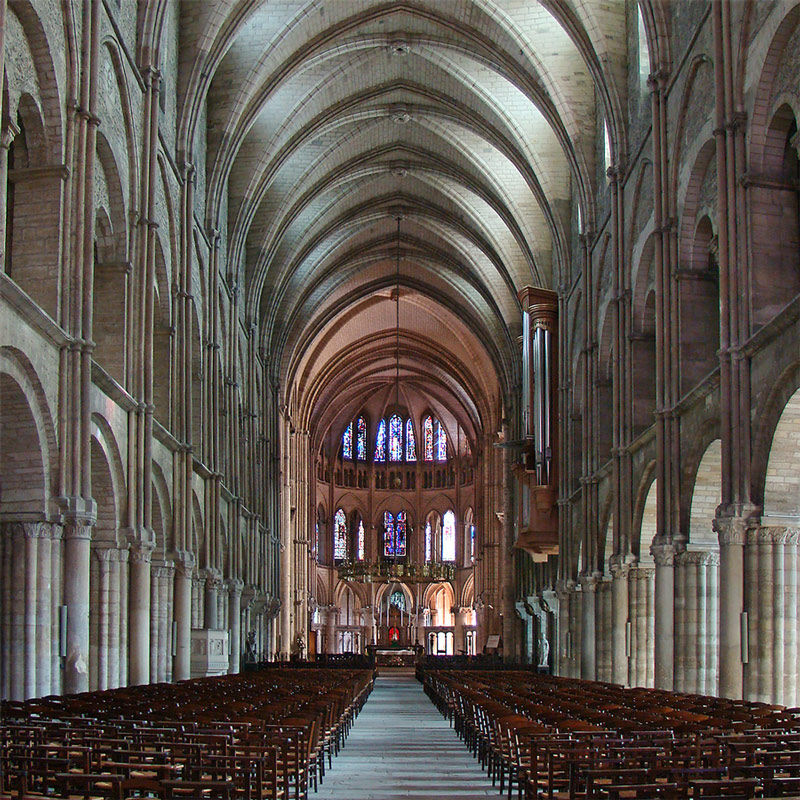
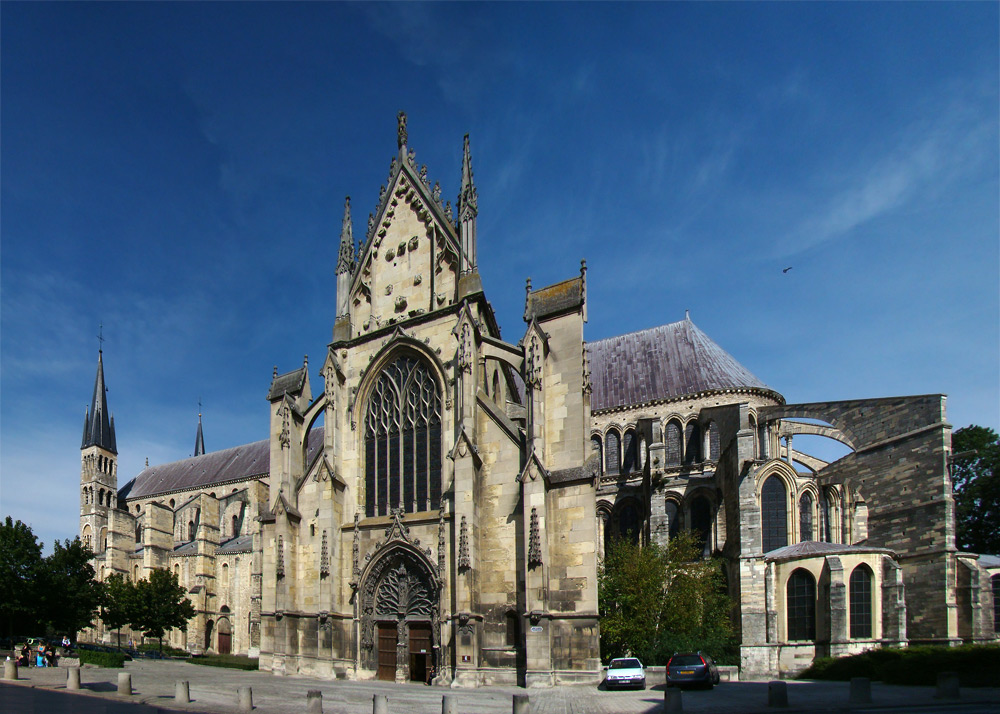
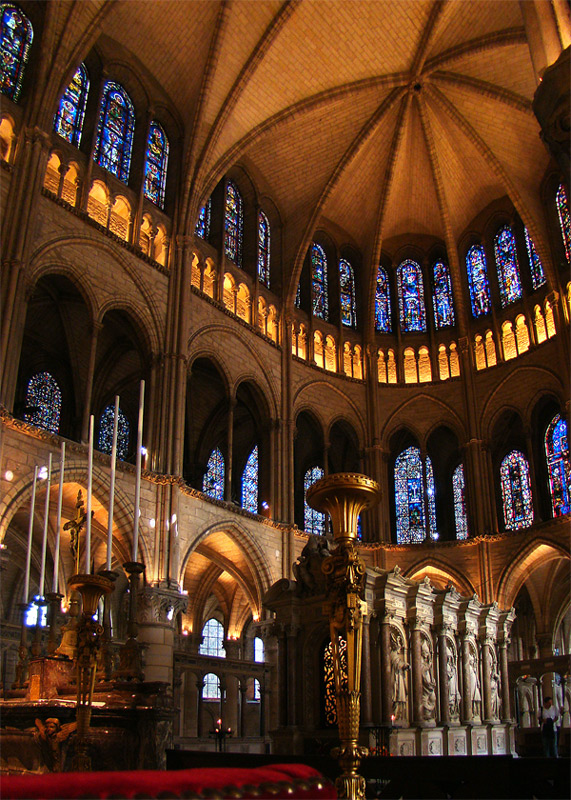
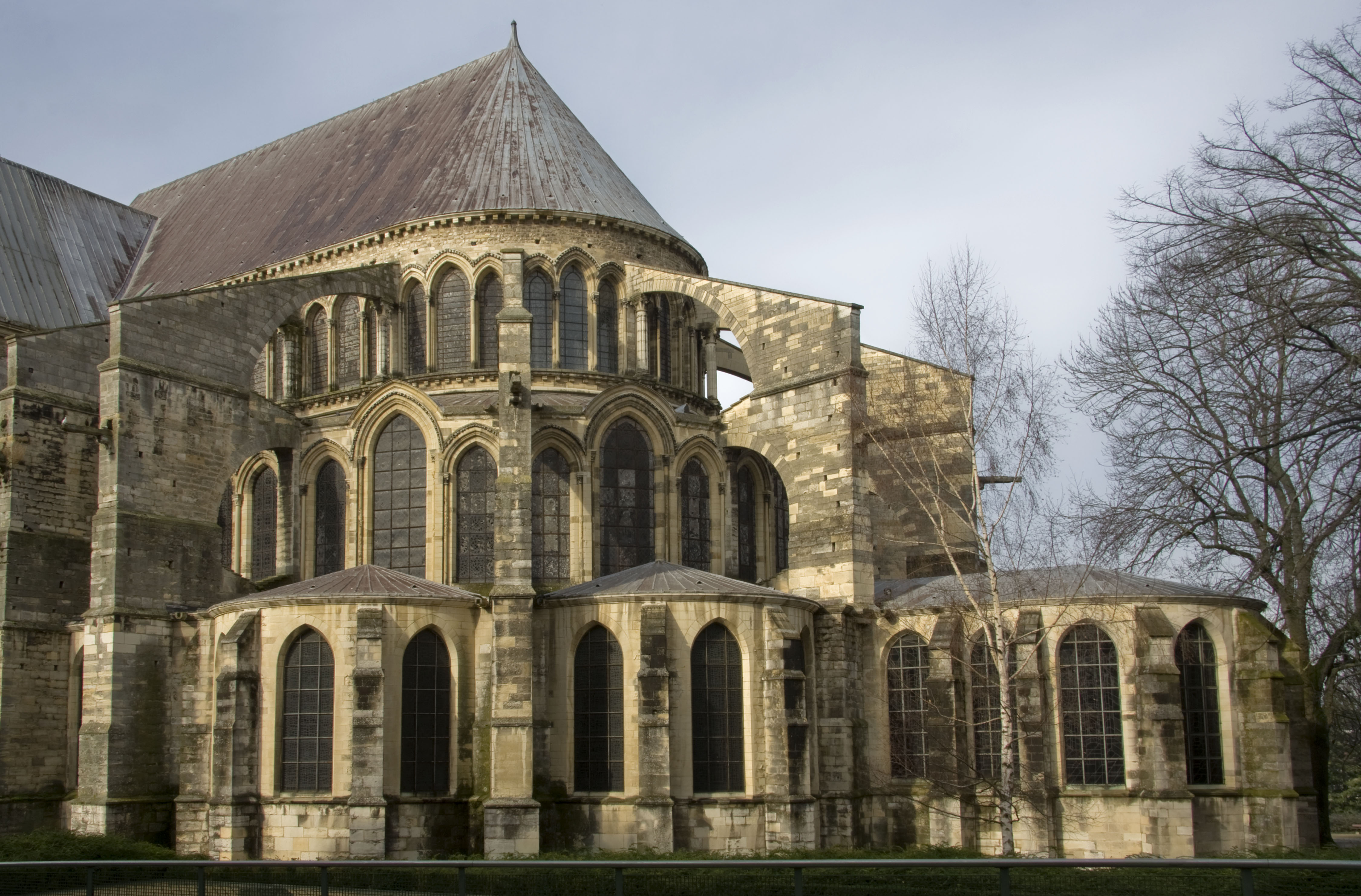
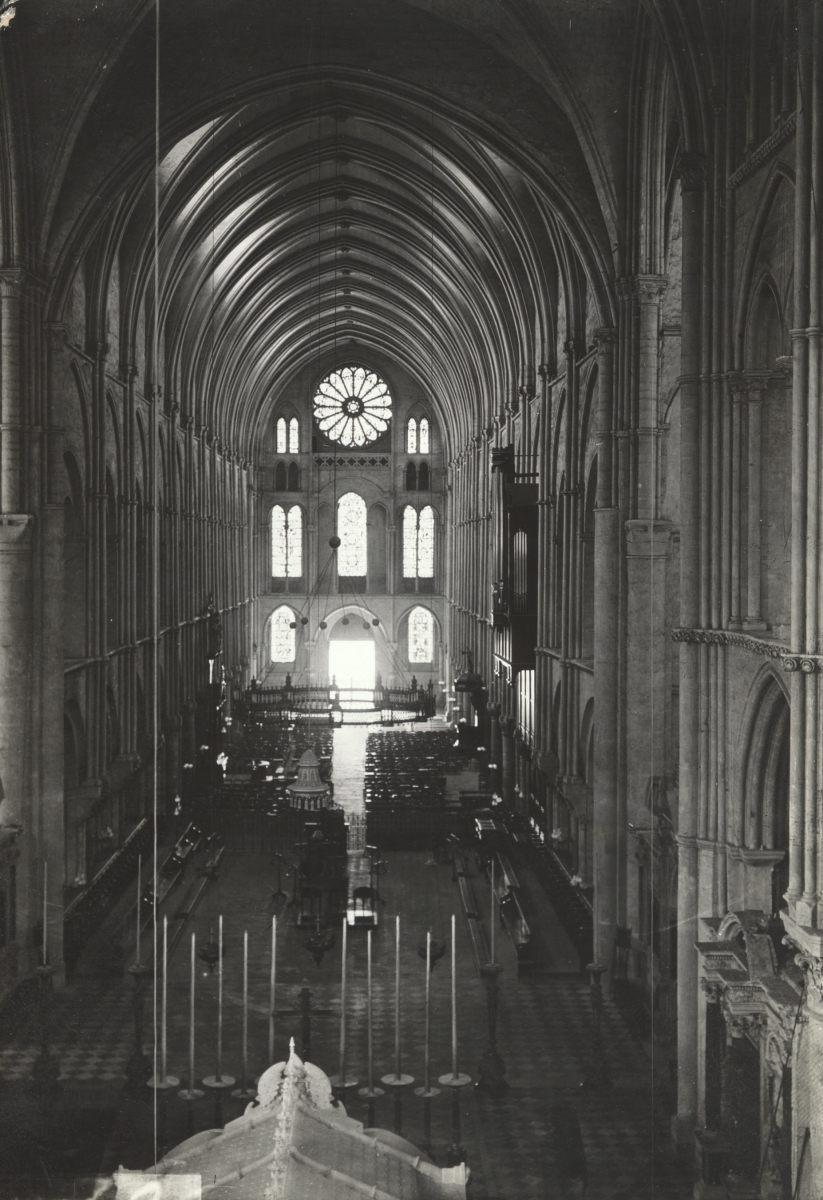
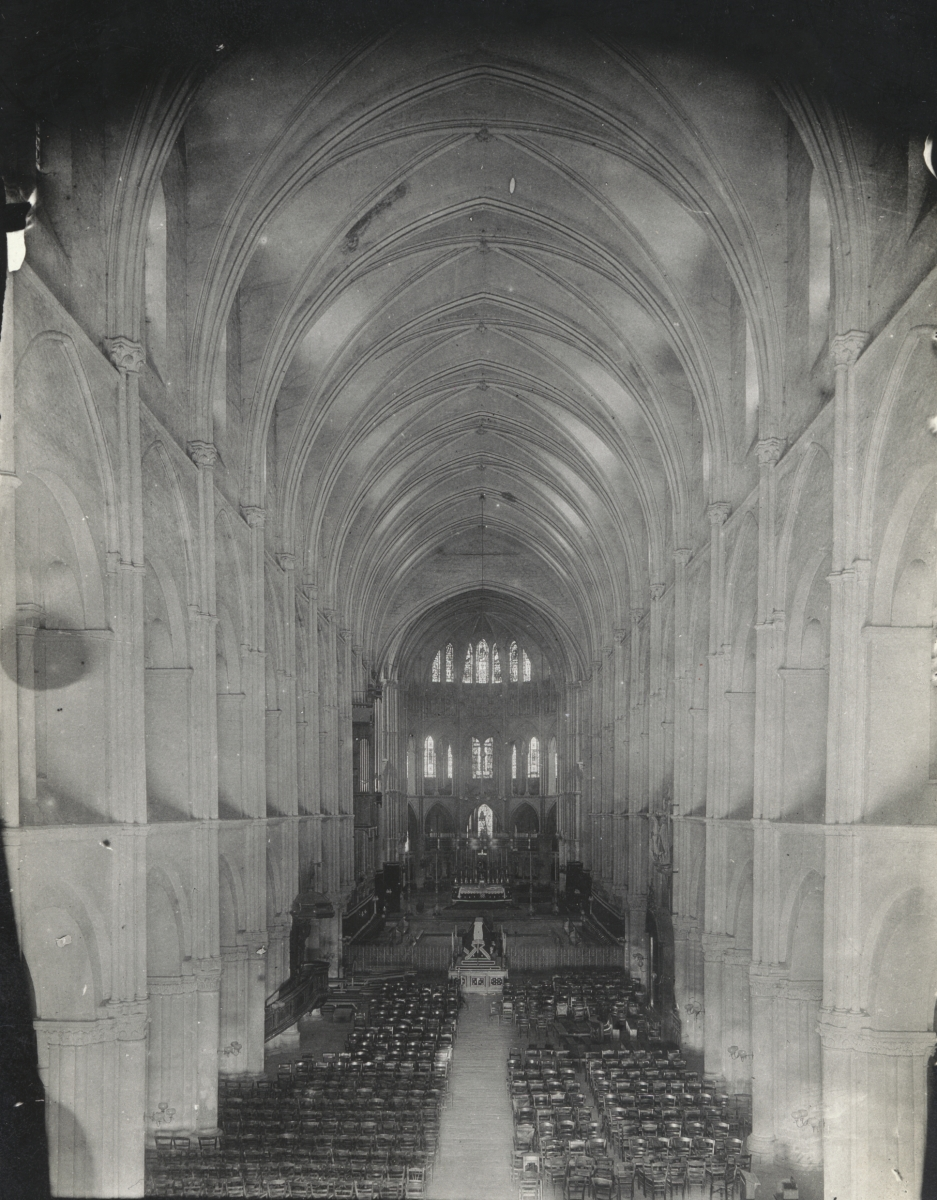
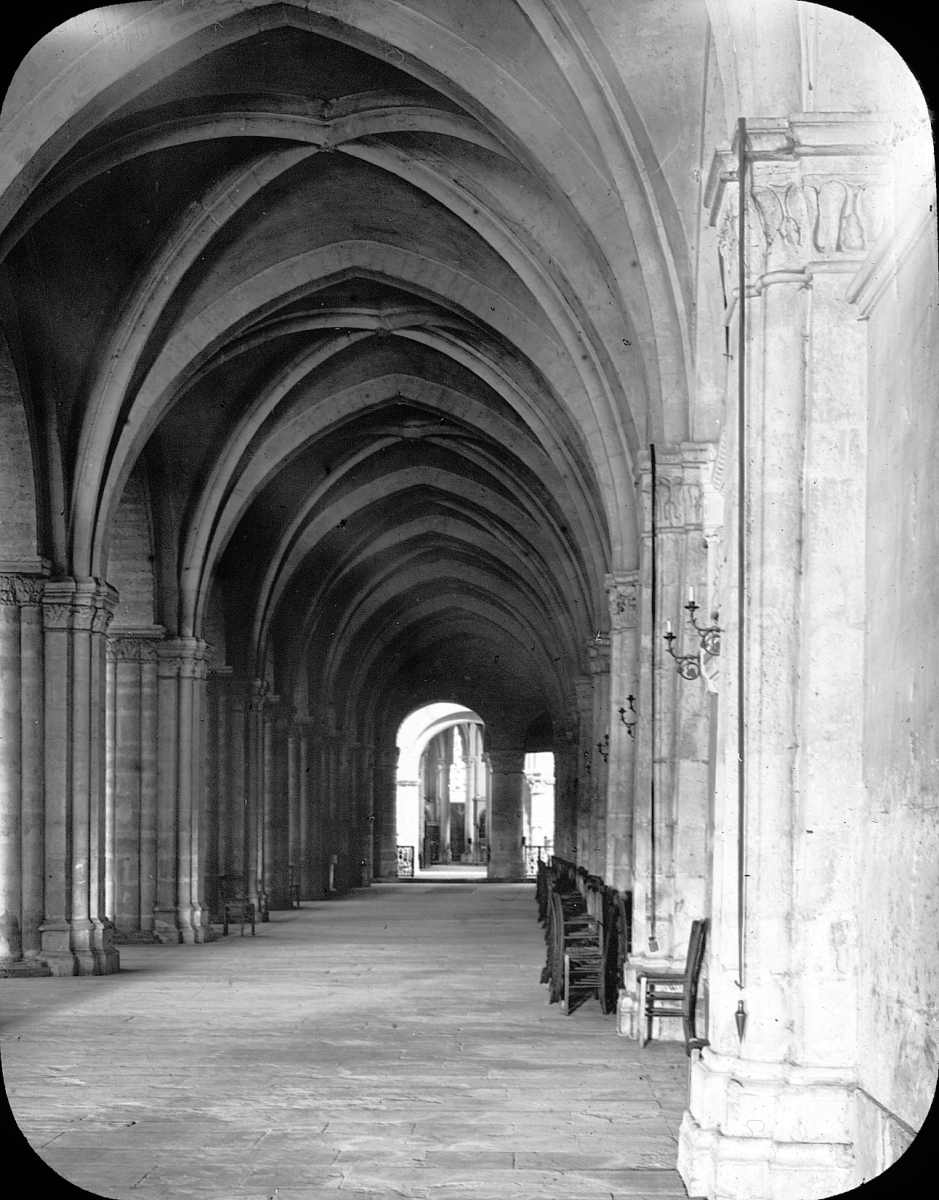